# پیشا-پروتستانیسم

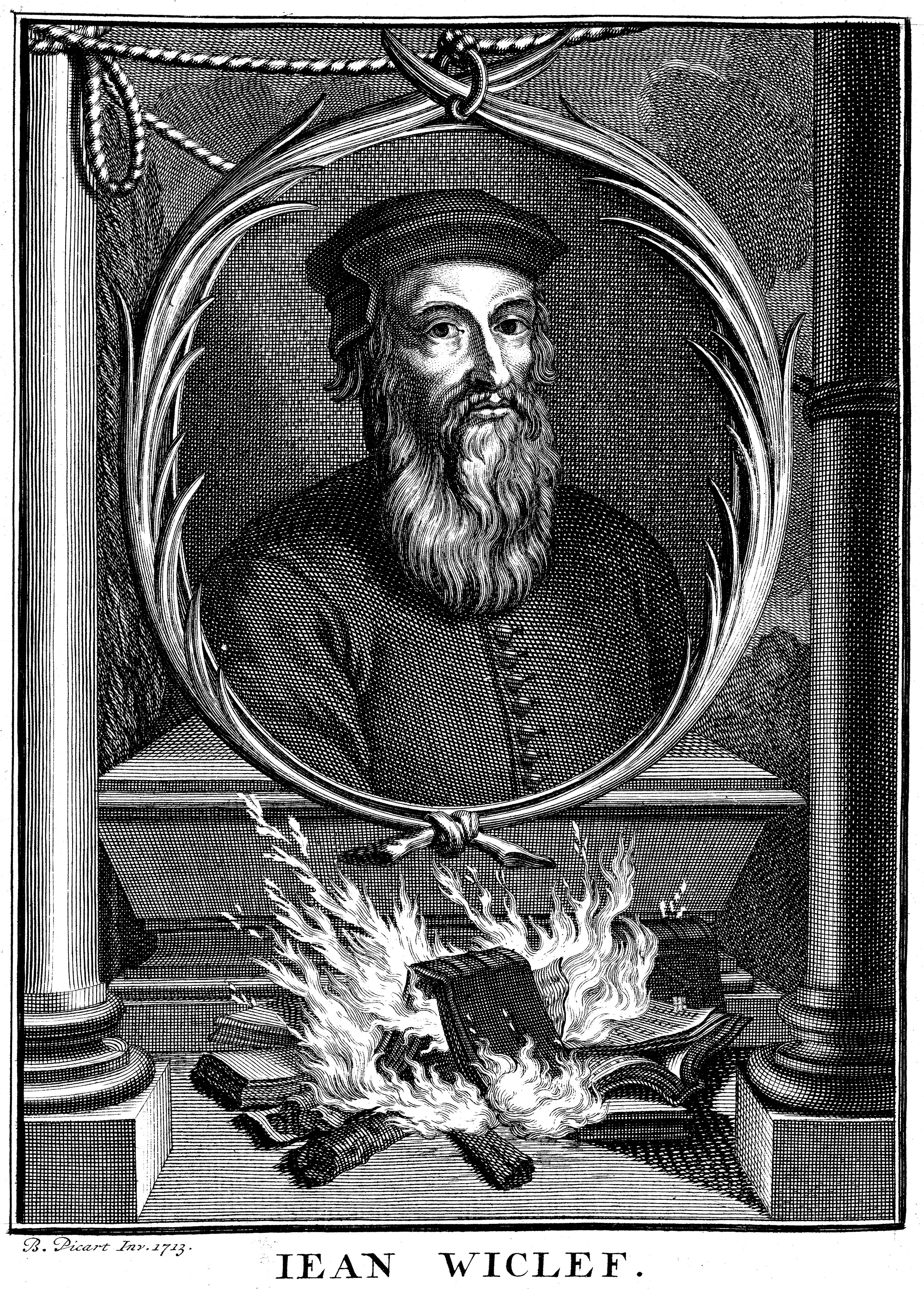
اندی تامسون جان ویکلیف را «ستاره صبح اصلاحات» می‌نامد.

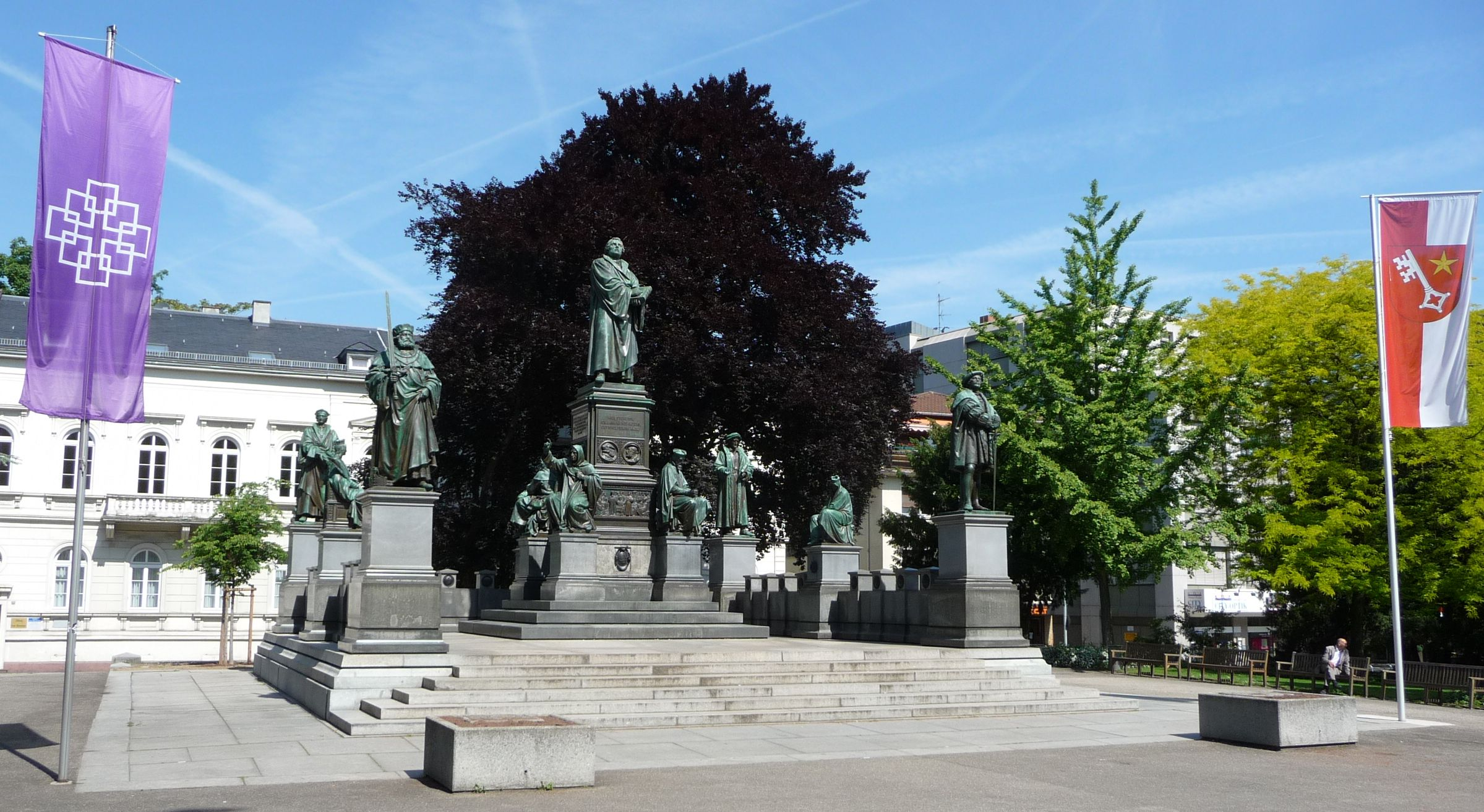
بنای یادبود لوتر در شهر ورمس آلمان، بنایی برای یاد بود پشیگامان پروتستان مانند جیرولامو ساونارولا، یان هوس و پیتر والدوس

دوره پیشا-پروتستانیسم، به زنجیره ای از افراد و جنبش‌هایی گفته می‌شود که افکاری مشابه تفکرات پروتستانیسم را قبل از سال ۱۵۱۷ تبلیغ می‌کردند، سالی که مورخان معمولاً آن را آغاز دوره اصلاحات پروتستانی می‌دانند. البته رابطه فرقه‌های قرون وسطایی و پروتستانیسم موضوعی است که همیشه مورد بحث مورخان بوده‌است.

## بررسی اجمالی
قبل از مارتین لوتر و جان کالوین، برخی از رهبران سعی در اصلاح مسیحیت داشتند. پیشگامان اصلی اصلاحات پروتستانی پیتر والدوس، جان ویکلیف و یان هوس بودند. مارتین لوتر به تاثیر پذیری افکارش از گذشتگان صحه میگذارد و از این رو افرادی مانند ژیرولامو ساوونارولا، لورنزو والا، وسل گانفورت و گروه‌های دیگر را به عنوان زمینه چینان تفکراتش می ستاید.

## مدعیان جنبش‌های پیشا-پروتستانیسم
جنبش‌های با ایده‌های مشابه با پروتستانیسم؛ عبارتند از:
- مونتانیسم و ترتولیان: مونتانیست‌ها فرقه ای از زاهدان بودند که مخالف بسیاری از تحولات کلیساهای ابتدایی بودند. در این میان شباهت‌هایی بین مونتانیسم و جنبش‌های امروزی مانند پنطیکاستی و جنبش کاریزماتیک وجود دارد.[۹][۱۰] حمله ترتولیان به مقامات کلیسا به دلیل «علاقه‌مندی بیشتر به قدرت خود تا گوش دادن به فرمان‌های مسیح» نشانگر ظهور حرکات اولیه ای است که در به چالش کشیدن قدرت پاپ، توسط پروتستان‌ها بروز پیدا می‌کند.[۱۱]
- آنتی دیکوماریان‌ها :  آنتی دیکوماریان‌ها از دادن امتیاز "موقعیت خاص " به مریم امتناع ورزیدند و باکرگی همیشگی او را انکار کردند، مواضع آنها در مورد مریم در بسیاری از فرقه‌های پروتستان معیار قرار گرفت.[۱۲]
- آریوس از سباست: از سوی برخی پروتستان‌ها به عنوان پیشرو در اصلاحات تلقی می‌شود،[۱۳] او به رهبانیت حمله کرد، احکام روزه را انکار کرد و نظام اسقفی را انکار کرد.[۱۴]
- هلودیوس: برخی دیگر از پروتستان‌ها هلودیوس را پیشروی اصلاحات می‌دانند،[۱۳] هلودیوس با دکترین باکرگی همیشگی مریم و رهبانیت مخالفت کرد، او مورد حمله جروم (از کشیشان قرن چهارم میلادی) قرار گرفت.[۱۴]
- جوینیان و جوینیانیسم: جوینیان متکلم قرن چهارم بود که موج گرایش به زندگی زاهدانه را به چالش کشید، باکره بودن دائمی مریم را انکار کرد و معتقد بود بین پرهیز از خوردن غذا و لذت بردن از غذا اگر همراه با شکرگذاری باشد، تفاوتی نیست.[۱۵] برخی نیز استدلال کرده‌اند که جوینیان دیدگاه رستگاری شدن مبتنی برداشتن ایمان را داشت (برخلاف کلیسای کاتولیک که رستگاری وابسته به انجام کار نیک می‌دانست). جوینیان را گاهی به عنوان پیشروی اولیه اصلاحات مورد ستایش قرار می‌دهند.[۱۶][۱۵] دلایلی وجود دارد که جوینیان به تمایز بین کلیساهای مرئی و نامرئی (کلیسای مرئی شامل همین انسان‌های روی زمین و کلیسای نامرئی شامل قدیسان مسیحی) اعتقاد داشت، بر اساس بیانیه خود مبنی بر اینکه کلیسا بر پایه ایمان استوار است و همه در کلیسا توسط خدا تعلیم داده می‌شوند و هیچ عضو نابالغی در کلیسا وجود ندارد. و هیچ‌کس نمی‌تواند «با تقلب» وارد کلیسا شود.
  - سارماتیو: سارماتیو راهبی قرن چهارم در میلان و شاگرد جوینیان بود که در مورد برتری‌های‌های زندگی در صومعه و مجردی کشیشان بحث می‌کرد.
  - بارباتیانوس: بارباتیانوس یک الهیدان اولیه کلیسا و یک جوینیانیست قرن چهارم بود. بارباتیانوس شایستگی زندگی دائم در تجرد را مورد مناقشه قرار داد و با زندگی زاهدانه مخالفت می‌کرد.

ویجیلانتیوس (حدود ۴۰۰ میلادی): ویجیلانتوس کشیش اهل اسپانیا بود، او علیه زهد و خرافات مرتبط با آن نوشت، جروم ویجیلانتیوس را به دلیل حرام دانستن حرمت قبور شهدا، رد شب زنده داری، مخالفت با باکرگی مریم و رد روزه داری برای اولیای الهی مورد انتقاد قرار داد. برخی از پروتستان‌ها ویجلانتیوس را پیشگام اصلاحات می‌دانند. برخی نیز کوشیده‌اند تا ویجیلانتیوس را با والدوسی‌ها پیوند دهند.
آگوستین (۳۵۴–۴۳۰): بسیاری از پورتستان‌ها نظرات خود را در مورد جبر، اختیار و فیض از آگوستین به عاریت گرفته‌اند. با این حال، آگوستین نیز الهیات مشترکی با کلیسای کاتولیک داشت، مانند اعتقاداتش به مریم مادر عیسی، یا دیدگاه او در مورد غسل تعمید و برخی دیدگاه‌های دیگر. جیمز وایت، نویسنده پروتستان، استدلال کرده‌است که آگوستین دیدگاه کاتولیک مدرن در مورد تغییر جوهری در مورد نان و شراب را نمی‌پذیرد، اما تیم استیپلز، مدافع کاتولیک، استدلال می‌کند که آگوستین تغییر جوهری را انکار نمی‌کند.
پولیسیان: با توجه به اعتقاد بر شمایل شکنی، ادعا می‌شود که فرقه پولیسیان صلیب مسیحی، مناسک، هفت‌آیین و سلسله مراتب کلیسا را رد می‌کنند، به همین دلیل ادوارد گیبون آنها را «پیشگامان شایسته» برای اصلاحات می‌دانست.
شمایل شکنان بیزانسی: جنبشی در کلیسای شرقی بود که در قرن هشتم توسط لئون سوم (۶۸۵–۷۴۱) و برخی امپراتوران بعدی مورد حمایت قرار گرفت. آنها نمادهای مذهبی را با خشونت، احتمالاً تحت تأثیر اسلام، نابود می‌کردند. شمایل شکنان پروتستان برای توجیه تهاجم به تصاویر مذهبی توجهشان به گذشته جلب شد مخصوصاً به شمایل شکنان بیزانسی. پروتستان‌ها در آغاز اصلاحات از همان متون کتاب مقدس و پدرشناسی استفاده کردند که توسط بیزانسیان در قرن هشتم و نهم برای محکوم کردن تصاویر مذهبی استفاده می‌شد.
کلودیوس تورینی: اسقف اهل تورین بود. به دلیل شمایل‌شکنی‌اش، از او اغلب به عنوان پروتستان اولیه نام می‌برند. تفسیر او بر نامه به غلاطیان نشان می‌دهد که برخی از دیدگاه‌های او دیدگاه‌هایی است که قرن‌ها بعد والدوسی‌ها و پروتستان‌ها بیان کردند. کلودیوس در نوشته‌های خود معتقد است که ایمان تنها شرط رستگاری است، برتری پیتر را انکار می‌کند، دعا برای مردگان را بی‌فایده می‌داند، به اعمال کلیسا حمله می‌کند و کلیسا را خطاپذیر می‌داند.
گوتشاک از اوربایس: گوشتاک یک متکلم ساکسون تبار قرن نهمی بود که به دلیل آموزه‌هایش در مورد قضا و قدر و اینکه رستگاری مسیح فقط برای برگزیدگانش بود، به بدعت محکوم شد. دیدگاه‌های او نسبت به فیض الهی، گوتشالک را به الهام بخش آموزه سولا فیده (رستگاری تنها با داشتن ایمان) برای پروتستان‌ها تبدیل کرد.
راترامنوس: راترامنوس الهی‌دانی بود که در سال ۸۶۸ درگذشت. راتراموس معتقد بود که عشای ربانی صرفاً حرکتی نمادین است، بنابراین حضور واقعی مسیح در مراسم عشای ربانی را زیر سؤال برد. راترامنوس نیز به قضا و قدر مجرد اعتقاد داشت. نوشته‌های راترامنوس بر الهی‌دانان پروتستان تأثیر گذاشت و به اصلاحات بعدی کمک کرد.
تندراکی‌ها: جنبشی که کلیسای حواری ارمنی را به‌عنوان ساختاری غیر منعطف و مادی‌گرا مورد انتقاد قرار می‌دادند، آنها کشیشان خود را داشتند، بر اراده آزاد تأکید داشتند و برای اصلاحات فشار می‌آوردند.
الفریک از اینشم: پروتستان‌ها به الفریک به عنوان مدرکی برای عدم اعتقاد کلیسای انگلیسی به تغییر جوهری متوسل شده‌اند، الفریک در کتابش با نام لاتین Sermo de sacrificio in die pascae (در مورد قربانی در روز عید فصح صحبت کنید) اعتقادتش در مورد عشای ربانی را توضیح می‌دهد.
برنگار از تور (حدود ۱۰۰۵–۱۰۸۸): از پیشروان اصلاحات بود. او علیه تغییر جوهری نان و شراب استدلال کرد و گفت که این خلاف منطق و کتاب مقدس است و تعلیم داد که بدن و خون در مراسم عشای ربانی «واقعی» نیستند.
کاتاریسم: گروهی مذهبی بودند که برای اولین بار در نیمه اول قرن یازدهم ظاهر شدند. علی‌رغم پایبندی به آموزه‌های دوگانه‌باوری، معتقدانش می‌خواستند به شکل ناب‌تری از مسیحیت بازگردند و از عهد جدید به عنوان مرجع اصلی خود استفاده کردند. آنها همچنین گرایش‌های ضد روحانیت داشتند، وجود برزخ، مصلوب کردن، دعا برای مقدسین، دعا برای مردگان و تغییر جوهری را انکار کردند. اصلاحات پروتستانی در مناطقی که قبلاً دژهای کاتارها و والدنسی‌ها بودند شکوفا شد. گنجاندن کاتارها به عنوان پیشروان پروتستان موضوعی بحث‌برانگیز بوده‌است، برخی از مردم در گذشته تلاش می‌کردند تا کاتارها را به عنوان پروتستان قلمداد کنند، حتی علیه دوگانه باوری آنها نیز استدلال‌هایی آورده‌اند اما شواهد کافی برای اعتقادشان ارائه نشده‌است.
کلیسای بوسنیایی: که کرستجانی نیز نامیده می‌شود، آنها قدرت مطلقه پاپ را انکار کردند و توسط کلیساهای شرقی و غربی تکفیر شدند. برخی ادعا کرده‌اند که کلیسای بوسنی یک کلیسای پیشگام قبل از اصلاحات بشمار می‌آید.
پاتاریا: گروهی که قرن یازدهم در شمال ایتالیا ساکن بودند و مخالف فساد در کلیسا بودند.
تانچلم: تانچلم یک واعظ قرن دوازدهمی بود که ساختار کلیسای کاتولیک را رد کرد.
پیر آبلار: روشنفکر فرانسوی در حدود سال ۱۱۰۰ میلادی بود، او به جای اینکه به همه چیزهایی که کلیسا بدون چون و چرا اعلام می‌کند، باور کند، به دنبال آن بود که عقل انسانی را به عنوان یکی از راه‌های درک معنای کتاب مقدس شریک بداند. در نهایت او را بدعت گذار نامیدند و کتاب‌هایش را سوزاندند. جورج مور، رمان‌نویس، از آبلار به عنوان «نخستین پروتستان» پیش از مارتین لوتر یاد می‌کند.
پیتر از برویس: اصلاح طلب فرانسوی بود که علیه کلیسای کاتولیک جنگید، او غسل تعمید نوزادان و وجود تصاویر مذهبی را انکار می‌کرد.
هنری از لوزان: موعظه گر فرانسوی که پیروانش را هنریکان می‌نامیدند، هنری روحانیان کاتولیک را به خاطر ثروتشان محکوم می‌کرد.
آرنولد از برشا: آرنولد به ثروت اندوزی اسقف‌های کاتولیک حمله کرد، او در سال ۱۱۵۵ به دار آویخته شد.
یواخیمیان: تفاسیر خود یواخیم از فیوره پیش‌بینی‌کننده تحولات هرمنوتیک پروتستانی بود.
والدوسی‌ها: جنبشی در قرن دوازدهم بود که اغلب به عنوان پیشروان اصلاحات در نظر گرفته می‌شود. والدوسی‌ها نوزادان را تعمید نمی‌دادند و استفاده از آمرزش‌نامه را رد می‌کردند، همچنین تغییر جوهری را انکار کردند. والدوسی‌ها می‌خواستند در فقر و سادگی از عیسی پیروی کنند. آنها بعداً به اصلاحات پروتستانی پیوستند. جنبش والدوسی‌ها توسط پیتر والدوس آغاز شد، آنها با نهاد پاپ و ثروت اندوزی کلیسا مخالفت کردند، با این حال آنها در مراسم مقدس کلیسای کاتولیک شرکت می‌کردند.
فراتیچلی: فراتیچلی‌ها یا فرانسیسکن‌ها گروهی افراطی در قرن دوازدهم بودند. فراتیچلی بر عرفای پروتستان تأثیراتی گذاشتند.
جان، پادشاه انگلستان: در طول اصلاحات، شاه جان به عنوان یک قهرمان و به عنوان یک شهید پروتستانی شناخته می‌شود که به دلیل سرپیچی از پاپ بعنوان بدعت گذار شناخته شد و از سوی پاپ تکفیر شد. شاه جان توسط جان فاکس و جان بیل ستایش شده.
دانته آلیگیری: بنا به اعتقاد برخی پروتستان‌های اولیه، مانند جان فاکس و جان بیل، دانته به دلیل نوشتن آثاری مثل "Monarchia" (سلطنت) با برتری پاپ مخالف بود. علیرغم اینکه بسیاری از نویسندگان ادعا می‌کنند دانته یک پروتستان پیشرو است، دیدگاه‌های دینی او همچنان با آیین کاتولیک، مانند برزخ، همسو بود.
مارسیلیوس پادوایی (متولد ۱۲۷۰ میلادی): مارسیلیوس در برخی منابع از پیشروان اصلاحات نام برده می‌شود. مارسیلیوس معتقد بود که تنها منبع حقیقت برای یک مسیحی متون مقدس هستند در نتیجه اقتدار نهایی کلیسا را رد کرد. مارسیلیوس معتقد بود که اطاعت از احکام پاپ برای رستگاری ضروری نیست و معتقد بود که نظام ایجاد شده توسط پاپ، نظامی انسانی است و نه الهی. اعتقادات مارسیلیوس تا حد زیادی با اصلاح طلبان پروتستان مطابقت داشت.
ویلیام اکام: آثار فلسفی اکام  بر لوتر و فلسفه پروتستان تأثیر گذاشت. لوتر فلسفه قومی اکام را به پروتستانیسم منتقل کرد. تأکید اکام بر کتاب مقدس را می‌توان بر آثار پروتستانی مشاهده کرد.
توماس برادواردین: معلم در آکسفورد بود. برادواردین به آموزه قضا و قدراعتقاد داشت، توماس در سال ۱۳۴۹ درگذشت.
گریگوری ریمینی (۱۳۰۰ – نوامبر ۱۳۵۸): متکلم ایتالیایی بود. آموزه‌های او بر اصلاح طلبان پروتستان بعدی تأثیر گذاشت. ریمینی به ناتوانی انسان در انجام یک زندگی اخلاقی بدون فیض الهی و به قضا و قدر اعتقاد داشت.
دوستان خدا: دوستان خدا یا Gottesfreunde یک گروه مسیحی قرن چهاردهمی در آلمان بودند، برخی از رهبران جنبش به دلیل انتقاد از کلیسای کاتولیک اعدام شدند، جنبش اصلاحات پروتستان را پیش‌بینی کرد. جنبش Gottesfreunde یک جنبش مردمی دموکراتیک بود که بر تقوا، فداکاری و تقدس تأکید داشت.
فرانچسکو پترارک: بسیاری از محققان پترارک را یک پروتستان اولیه می‌دانند که عقاید پاپ را به چالش می‌کشد.
استریگولنیکی: استریژینولکی جنبشی در قرن چهاردهم روسیه بود که علیه صومعه‌ها، مقامات رده بالای روحانی بود البته احتمالاً جنبش اقدام به شمایل شکنی نیز کرده‌است. این بحث وجود دارد که آیا استریگولنیکی‌ها شبیه به جنبش پروتستان بودند یا بیشتر «بدعت گذار» بودند.
لولاردی: جنبشی در قرن چهاردهم بود که بر اهمیت کتاب مقدس تأکید کرد، تغییر جوهری را انکار کرد و نظام پاپ را مردود می‌دانست. این جنبش توسط جان ویکلیف آغاز شد.
هوسی‌ها (قرن پانزدهم میلادی): گروهی در بوهمیا بودند که توسط یان هوس، که تحت تأثیر نوشته‌های جان ویکلیف بود، تأسیس شد. یان هوس به زیاده‌روی‌ها حمله می‌کرد و معتقد بود که کتاب‌های مقدس تنها حجت برای بشریت است.
تابوریتیان: جناحی از جنبش هوسی بودند، آنها تغیر جوهوری، تکریم قدیسان، دعا برای اموات، رفتار افراطی، اعتراف به روحانیون و ترک سوگند را انکار می‌کردند.
اوتراکوییست: اصرار بر اشتراک در دو نوع، فقر حواریون، «موعظه رایگان انجیل» و استفاده از زبان چکیدر خواندن کتاب مقدس.
لورنزو والا: از سنت خطا ناپذیز بودن کلیسا تبری جست به همین دلیل برخی او را پیشرو پروتستان می‌نامند. خود مارتین لوتر، لورنزو والا را ستود. او به‌سبب اثر جنجالی خود یعنی کنکاش در عطیه کنستانتین و اثبات جعلی‌بودن آن شناخته می‌شود. عطیه کنستانتین که ادعا می‌شده که از زمان کنستانتین بزرگ به پاپها اهدا شده و قسمت عمده‌ای از اروپا را تحت کنترل آنها قرار می‌داده‌است، در قرن پانزدهم مورد بررسی جدی والا قرار گرفت و او اثبات کرد که این سند جعلی است، بنابراین یکی از ضربه‌های جدی به پیکره کلیسا در این قرن از سوی لورنزو والا واردشده است.
یوهانس فون گوخ: گوخ اعتقاد داشت که کتاب مقدس مرجع عالی آموزه است و رهبانیت را زیر سؤال برد.
یوهان روکرات فون وزل: یوهان به زیاده خواهی‌های کلیسا حمله کرد و تجرد کشیشی و قدرت پاپ را مردود می‌دانست. او به جبر و به کلیسا نامرئی اعتقاد داشت و معتقد بود که کتاب مقدس تنها مرجع قابل اعتماد است.
وسل گانفورت: وسل به رفتارهای افراطی حمله کرد، تغییر جوهری را رد کرد و معتقد بود پاپ از خطا مبری نیست. البته برخی از کاتولیک‌ها مدعی هستند که یکی دانستن وسل با پروتستانیسم مبالغه است.
یوهان گیلر فون کایزربرگ (متولد ۱۴۴۵): دغدغه یوهانس اصلاحات اخلاقی در استراسبورگ بود و در مورد عدالت خدا موعظه می‌کرد. اصلاحات او زمینه‌ساز اصلاحات پروتستان در استراسبورگ شد.
جیرولامو ساونارولا: واعظ و اصلاح طلب ایتالیایی بود، او در سال ۱۴۵۲ به دنیا آمد و در سال ۱۴۹۸ درگذشت. مورخان معتقدند که ساونارولا بر لوتر و احتمالاً جان کالوین نیز تأثیر گذاشته‌است. او علیرغم داشتن عقاید مشترک که با کاتولیک همسو بود، مانند پروتستان‌ها به فیض الهی اعتقاد داشت. ساونارولا اعلام کرد که کارهای نیک علت جبر نیست بلکه نتیجه جبر است. پیروان او را پیانونی می‌نامیدند. ساونارولا هرگز کلیسای کاتولیک را رها نکرد، با این حال اعتراضات او به فساد دستگاه پاپ، تکیه بر کتاب مقدس به عنوان راهنمای اصلی، ساونارولا را با اصلاحات پیوند می‌دهد. اگرچه برخی در مورد جایگاه جیرولامو ساونارولا به عنوان یک پروتستان پیشرو بحث می‌کنند.
جووانی پیکو دلا میراندولا: میراندولا ۹۰۰ رساله علیه رم منتشر کرد، جایی که او استدلال کرد که «این بدن من است» و باید به صورت نمادین دیده شود و هیچ تصویری نباید مورد ستایش قرار گیرد. پیکو همچنین از ستایشگران جیرولامو ساونارولا بود.
یوهان ریشلین: هنگامی که اصلاحات پروتستانی آغاز شد، کلیسای کاتولیک را ترک نکرد، اما همواره مشکوک به داشتن گرایش به ایده‌های اصلاحی بود. بعدها، نوه‌اش فیلیپ ملانشتن به اصلاحات پروتستان پیوست.
یوهانس فون استاپیتز: یوهانس در سال ۱۴۶۰ به دنیا آمد و به عنوان مافوق لوتر در محفل سنت آگوستین خدمت می‌کرد، استاپیتز بر دکترین انتخاب بدون قید و شرط تأکید داشت.
ژاک لوفور دتپل: از پیشروان لوتر در فرانسه بود و دکترین رستگاری از طریق ایمان به عنوان یکی از ایده‌های او مطرح می‌شود. او همچنین تفسیرهایی بر کتاب مقدس نوشت که بر مارتین لوتر تأثیر گذاشت.
دسیدریوس اراسموس: اراسموس تنها ۲۰ سال قبل از لوتر در هلند به دنیا آمد. علیرغم اینکه اراسموس از بسیاری از اصلاحات رادیکال که لوتر به اجرا درآورد حمایت نکرد، در عین حال نسبت به برخی از عقاید لوتر همدل بود و برخی از ایده‌های او را پیش‌بینی می‌کرد، مخصوصاً در مورد اینکه همه باید بتوانند کتاب مقدس را به زبان خود بخوانند. اراسموس گاهی اوقات زمانی که لوتر دچار مشکل می‌شد از او دفاع می‌کرد، اما از همه آموزه‌های او دفاع نکرد زیرا احساس می‌کرد که آموزه sola fide بیش از حد تفرقه برانگیز است. معاصران اراسموس او را متهم به «گذاشتن تخمی کردند که لوتر از آن تخم بیرون آورد».